# Atlacomulco
Atlacomulco è un comune messicano di 100 675 abitanti dello stato federato del Messico.
Nel territorio comunale è presente il villaggio di San Lorenzo Tlacotepec.